# Бестужев-Рюмин, Константин Николаевич
Константи́н Никола́евич Бесту́жев-Рю́мин (14 [26] мая 1829, деревня Кудрёшки, Горбатовский уезд, Нижегородская губерния, Российская империя — 2 [14] января 1897, Санкт-Петербург, Российская империя) — русский историк, руководитель Санкт-Петербургской школы историографии, специалист по источниковедению; тайный советник (1884).

## Биография
К. Н. Бестужев-Рюмин родился 14 (26) мая 1829 года в деревне Кудрёшки Горбатовского уезда Нижегородской губернии в старинной дворянской семье. Известность получили его братья — Валериан (1834—1890, прокурор в Самаре, затем председатель окружного суда в Острогожске) и Василий (1835—1910, генерал-лейтенант). Ещё более известен их дядя — декабрист Михаил Бестужев-Рюмин, один из предводителей восстания Черниговского полка.
Среднее образование получил в частном пансионе Л. Ф. Камбека, в Благородном пансионе при Нижегородской гимназии, который в 1844 году был преобразован в Нижегородский дворянский институт (1840—1845), в Нижегородской гимназии (1845—1847). В 1847 году Бестужев-Рюмин поступил на 1-е отделение философского факультет Московского университета, но сразу перешёл на юридический. В студенческие годы испытал влияние Т. Н. Грановского, К. Д. Кавелина, С. М. Соловьева. После окончания университета (1851) никогда больше не занимался юриспруденцией. С середины 1851 по 1854 год был домашним учителем в семействе Б. И. Чичерина, куда его рекомендовал Т. Н. Грановский, преподавал в Кадетском корпусе (1854—1856), был помощником редактора «Московских ведомостей» (1856—1859), пробовал издавать свой журнал «Московское обозрение» (деньги на издание дал А. И. Лакс), в 1859—1865 годы сотрудничал в журнале «Отечественные записки».
Первыми статьями Бестужева-Рюмина в области русской истории стали отзывы на работы Б. Н. Чичерина, С. М. Соловьева, в которых он выступил в поддержку государственной школы. Много работал над переводами, в частности, перевёл двухтомный труд английского историка и социолога Г. Т. Бокля «История цивилизации в Англии». В 1861—1869 годах Бестужев-Рюмин — редактор отдела русской и славянской истории в «Энциклопедическом словаре» А. А. Краевского, в 1863—1864 годах — редактор «Записок Императорского Географического общества», в 1865 году избран членом Археографической комиссии и вступил в члены Русского Исторического общества. В 1864 году приглашён преподавать русскую историю великому князю Александру Александровичу (будущему императору Александру III), и затем восемнадцать лет преподавал её другим членам императорской фамилии, в том числе великому князю Константину Константиновичу, будущему президенту Академии наук, что свидетельствовало о признании его научных заслуг.
В 1865 году получил предложение занять кафедру русской истории Санкт-Петербургского университета: экстраординарный профессор (с 31.05.1868), ординарный профессор (с 11.06.1868). Защитил магистерскую диссертацию «О составе русских летописей до конца XIV века».
Первый директор Высших женских курсов (Бестужевских) в Санкт-Петербурге (1878—1882), где безвозмездно читал курс лекций по русской истории. С 1884 года — в отставке (ЦГИА СПб. Ф. 14. Оп. 1. Д. 8475. Л. 48).

## Научные занятия
Несмотря на отсутствие магистерской степени, Бестужеву-Рюмину предложили занять кафедру русской истории в Петербургском университете. Сверх того он был назначен экстраординарным профессором Историко-филологического института. Одновременно Бестужев-Рюмин работал над магистерской диссертацией «О составе русских летописей до конца XIV века».

### Изучение русского летописания
Проведя тщательное изучение летописей, Константин Николаевич убедительно показал, что «Повесть временных лет» (ПВЛ) является летописным сводом, составлен в XII веке и источники его могут быть определены. Бестужев-Рюмин поставил своей целью показать, из каких именно частей состояли летописные своды. Он провёл текстологический анализ по определению мест позднейших вставок и показал, что источники древнейших сводов были составлены из ранее созданных отдельных сказаний, погодных записей, списков, редакций и т. п. летописных заметок. Это доказывало, что летописание на Руси началось не с ПВЛ, и свод XII века является уже известной формой обобщения более древнего исторического материала. Большая часть ПВЛ относится к X или XI веку. Этот памятник Бестужев-Рюмин назвал архивом, где хранятся следы погибших произведений первоначальной литературы. И поэтому то, что считалось взглядом известного летописца, нужно признать взглядом книжников целой эпохи. Таким образом, Бестужев-Рюмин существенно расширил хронологические представления о начале летописания на Руси. Более того, он обнаружил существование и не вошедших в свод материалов, которые дошли в составе более поздних сводов XV—XVII веков. Он сумел определить и выделить эти несохранившиеся источники, собрал их и дал в качестве приложения к книге со своими комментариями. Так же Бестужев-Рюмин воссоздал широкую картину географии летописания. Стоит подчеркнуть, что Бестужев-Рюмин указывал на возможность субъективной позиции летописца, на его политическую тенденциозность. Сопоставив Ипатьевский и Лаврентьевский списки он пришёл к выводу о том, что для южно-русского и суздальского сводов в начале XIII века существовали одновременные прообразы.

### Источниковедение
С 1867/68 учебного года Бестужев-Рюмин стал читать специальные курсы по источникам русской истории и по историографии. Большая смысловая нагрузка лежала на общем методологическом введении, едином для общеисторического и специальных курсов и ставшим, фактически, отдельным курсом. Специальные лекции Бестужева-Рюмина нашли отражение в сжатом виде во Введении к первому тому его «Русской истории», где автор ставил задачу дать «понятие об истории», указать пути, которыми добиваются научные результаты, ввести в круг имеющихся источников и познакомить с научной обработкой истории.
В лекциях по источникам русской истории Бестужев-Рюмин придавал большое значение источникам как самостоятельному объекту изучения, то есть тому, что впоследствии сложилось в специальную историческую дисциплину — источниковедение. Он неоднократно высказал мысль о том, что материалом для историка служат не только исторические факты, описанные в летописях и грамотах, но и сами эти летописи и грамоты, поскольку в них выразились понятия известного времени, что черпая из источников сведения, необходимо изучать и воззрения писавшего.
Бестужев-Рюмин впервые высказался об отличии исторического источника от исторического исследования. Понятие «источник» Константин Николаевич неразрывно рассматривал с понятием «историческая критика», которое определял как сравнительное изучение текстов, как проверку одного другим.
Много внимания уделял учёный вопросу об определении степени достоверности летописных известий и датировке составления записей. Вместе с тем Бестужев-Рюмин говорил о важности для науки не только подлинных источников, но и ложных, которые могут быть ценны для изучения «внутренней истории».
Одним из первых учёный дал полную классификацию источников, в основу которой были положены их внутреннее содержание и форма: летописи, отдельные сказания, жития святых, записки, письма, памятники юридические и акты государственные, памятники словесности — устной и письменной, памятники вещественные, сказания иностранцев. Каждая группа имела развернутую характеристику.
В лекциях по источникам и по историографии Бестужев-Рюмин отводил место истории археографии, обращал внимание на принципы публикации источников.
Историография занимала особое место в течение всей научно-исследовательской и профессорско-преподавательской деятельности Бестужева-Рюмина. Он был первым историком России, для которого историография стала доминантой.
Наиболее значительной работой Бестужева-Рюмина 1850-х годов была статья «Современное состояние русской истории, как науки», опубликованная в «Московском обозрении» за 1859 год. Формально она представляла собой рецензию на первые восемь томов «Истории России с древнейших времен» С. М. Соловьева. Однако в действительности её содержание было значительно шире. По существу, в ней впервые давалась краткая история развития русской исторической науки с XVIII века до современного автору времени. Большое историографическое значение имеют статьи Бестужева-Рюмина «Различные направления в изучении русской народности», «Методы исторических занятий», цикл из трёх статей «Славянофильское учение и его судьбы в русской литературы», в которых учёный отходит от западничества и называет славянофильское учение одним из самых важных явлений в истории умственного развития России. Учёный разрабатывал все основные виды историографических работ: изучение последовательного развития исторической науки, проблемная историография и персоналии.

### Курс русской истории

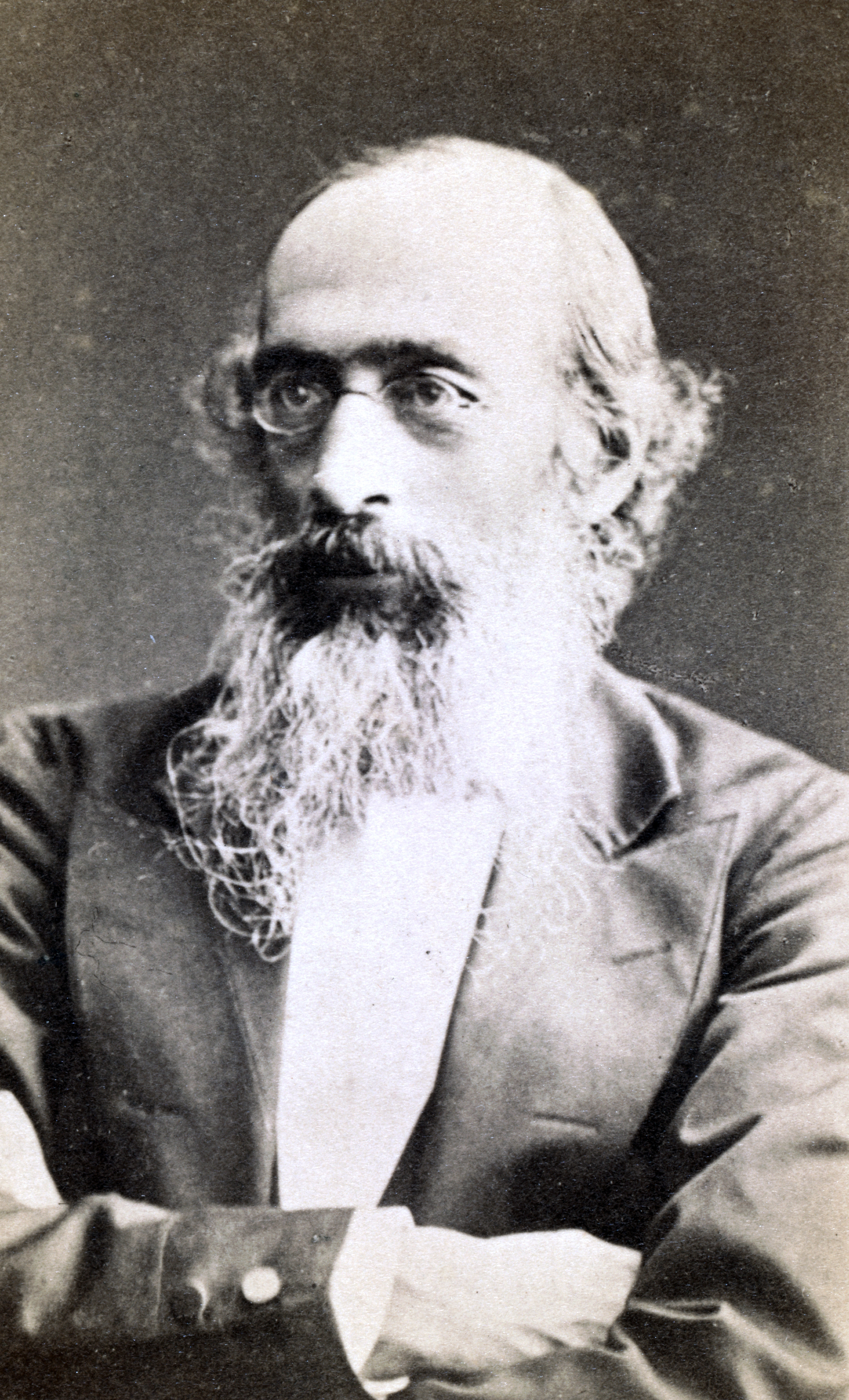
К. Н. Бестужев-Рюмин

Главный труд Бестужева-Рюмина — «Русская история». Первый том «Русской истории» (до конца XV столетия) вышел в 1872 году, первый выпуск второго тома «Истории» (до смерти Ивана Грозного) появился в 1885 году. В этой работе учёный выступил противником теоретических умозаключений и сам избегал высказывать категоричные суждения. Автор планировал дать сжатую историю от древнейших времен до начала XIX века включительно. Первый том открывает краткое Предисловие и обстоятельное введение методологического характера. Изложение конкретной истории начинается описанием расселения, религии, быта и условий жизни славян и их соседей. Затем оно делится на три периода (варяжский, удельный, татарский) и должно было быть доведено до середины XV века. Это время автор называл началом нового периода в жизни Русской земли, когда на двух её половинах начинали слагаться два государства — Московское на Востоке и Литовское на Западе. Процессы, происходившие в Московском княжестве от Ивана Калиты до Василия Тёмного, вошли в первый том. Глава о Литве в книгу не вошла из-за большого объёма.
Бестужев-Рюмин стал первым историком, который в общем курсе по русской истории уделил самостоятельное место истории Великого княжества Литовского. Во втором томе изложение доведено до смерти Ивана IV. Вскоре была закончена глава о событиях начала XVII века. В какой-то степени дополняют «Русскую историю» и так называемые письма Бестужева-Рюмина о Смутном времени, изданные уже после смерти автора. Периоду начала XVII века Бестужев-Рюмин всегда уделял большое значение, усматривая в Смутном времени объяснение многого и для предшествующего, и для последующего. Из-за ухудшения здоровья Бестужев-Рюмин не смог закончить третий том. Все рассматриваемые в книге вопросы начинались с обзора существовавших в науке мнений, в примечаниях указывались первоисточники и литература. В его работе на первом месте стояла внутренняя история (бытовая). Много внимания Бестужев-Рюмин уделял развитию земских учреждений (общинному самоуправлению) в Московском государстве.
Исходя из положения Соловьева об истории как народном самосознании, Бестужев-Рюмин утверждал, что только более постоянное, более прочное может быть предметом народного самосознания, только его движение, изменение составляют сущность народной жизни, определяют её рост и развитие. Следовательно, вся внешняя история, подвергнутая беспрерывным изменениям, должна отойти на второй план. На первом плане должна быть более стабильная внутренняя история, так как она преимущественно характеризует общество и народ. Бестужев-Рюмин считал, что история есть изображение развития народа — говорил о составе общества, управлении, суде, верованиях, литературе, о материальном состоянии.
Заслуга учёного состоит в том, что он не ограничивался рассмотрением ведущих княжеств, а в равной мере прослеживал историю всех удельных княжеств по отдельности, показывая особенности каждого из них.

## Последние годы жизни
С 1860-х годов Бестужев-Рюмин отходит к славянофильскому направлению, хотя вначале критикует его религиозно-философские концепции. В лекциях 1880-х годов учёный занялся проблемой выяснения предпосылок и причин возникновения славянофильского направления. Он доказывал, что славянофильство сложилось как реакция на общую прозападническую обстановку. Появление в стране национального направления Бестужев-Рюмин называл чудом, так как образование в России, утверждал он, всегда было наносным, а к концу XVIII — началу XIX веков русское общество достигло полной денационализации.
В 1890 году Императорская Академия наук избрала К. Н. Бестужева-Рюмина своим действительным членом по Отделению русского языка и словесности. Последней почестью в жизни учёного стало избрание его почётным членом Русского Археологического общества.
Константин Николаевич Бестужев-Рюмин скончался в Петербурге на 68-м году жизни от воспаления лёгких 2 января 1897 года. Похоронен на кладбище Воскресенского Новодевичьего монастыря (Средняя часть, дор. 2, уч. 21).

## Ученики
- Владимир Степанович Борзаковский
- Егор Егорович Замысловский
- Александр Сергеевич Лаппо-Данилевский
- Сергей Фёдорович Платонов
- Василий Иванович Семевский
- Иосиф Петрович Сенигов
- Иван Порфирьевич Филевич
- Евгений Францевич Шмурло

## Избранные труды
- О крещении Руси, о Владимире Святом, о сыновьях его и об монастыре Печерском. — СПб.: Обществ. польза, 1864 (обл. 1865). — 88 с. — (Про былое на святой Руси; N 5, нар.).
- О том, как росло московское княжество и сделалось русским царством. — СПб.: Общественная польза, 1866. — 170 с.
- О составе русских летописей до конца XIV века. 1. Повесть временных лет. 2. Летописи южно-русские / Исследование К. Бестужева-Рюмина. — СПб.: Печатано в типографии А. Траншеля, 1868. — [2], V, 157, 378 с.
- Русская история. Т. 1. — СПб.: Д. Е. Кожанчиков, 1872. — IV, 480 с.
- Русская история. Т. 2, вып. 1. — СПб.: тип. А. Траншеля, 1885. — 320 с.
- О значении слова «дворянин» по памятникам до 1462 года. — [СПб.]: тип. Имп. Акад. наук, [1876]. — 5 с.
- Биографии и характеристики: Татищев, Шлецер, Карамзин, Погодин, Соловьев, Ешевский, Гильфердинг. — СПб.: тип. В. С. Балашева, 1882. — [6], 358 с.
- Лекции по историографии за 1881—1882 г. СПб., 1882;
- О злых временах татарщины и о страшном Мамаевом побоище. — 3-е изд. — Санкт-Петербург: Обществ. польза, 1891. — 43 с.
- О крещении Руси, о Владимире Святом, о сыновьях его и об монастыре Печерском. — 11-е изд. — С.-Петербург: Типография товарищества «Общественная польза», 1910. — 44 с. — (Про былое на святой Руси) .
- Русская история. — М.: Вече, 2007. — ISBN 5-9533-1518-0.
- Крещение Руси. О крещении Руси, о Владимире Святом, о сыновьях его и о монастыре Печерском. — Минск: Белорусская Православная церковь, 2009. — 128 с.